# Stefanie Mathilde Frank
Stefanie Mathilde Frank (* 1981 in Erfurt) ist eine deutsche Theater- und Medienwissenschaftlerin und Buchautorin, die sich auf die Geschichte und Theorie audiovisueller Medien spezialisiert hat. Sie ist Akademische Rätin am Institut für Medienkultur und Theater und als Kuratorin und Redakteurin in der Filmbranche aktiv.

## Ausbildung und akademische Laufbahn
Stefanie Mathilde Frank studierte von 2001 bis 2008 Theaterwissenschaft/Kulturelle Kommunikation sowie Philosophie und Kulturwissenschaft/Ästhetik an der Humboldt-Universität zu Berlin. Ihre Promotion erlangte sie 2015 mit einer Dissertation über Neuverfilmungen von Filmen aus der Zeit des Nationalsozialismus in der Bundesrepublik Deutschland. Die Arbeit mit dem Titel "Wiedersehen im Wirtschaftswunder" wurde mit "summa cum laude" bewertet und 2017 veröffentlicht. Ihre Studie wurde mehrfach ausgezeichnet.
Im Verlauf ihrer akademischen Karriere war sie wissenschaftliche Mitarbeiterin am Institut für Musikwissenschaft und Medienwissenschaft der Humboldt-Universität zu Berlin, wo sie auch als Lehrbeauftragte und Studienfachberaterin tätig war. Ab 2020 war sie als Akademische Rätin am Institut für Medienkultur und Theater tätig. Seit 2023 ist sie stellvertretende Direktorin der Theaterwissenschaftlichen Sammlung Universität zu Köln.

## Forschung und Lehre
Franks Forschungsschwerpunkte liegen in der Geschichte, Dramaturgie und Ästhetik audiovisueller Medien sowie in der Analyse von gesellschaftlichen Transformationsprozessen in der Mediengeschichte und Populärkultur. Ein besonderes Augenmerk legt sie auf die deutsch-deutsche Mediengeschichte, Filmanalysen, Remakes und die Genretheorie. Sie hat zahlreiche Publikationen in diesen Bereichen vorgelegt.
Neben ihrer universitären Lehrtätigkeit hält Frank seit 2011 regelmäßig filmhistorische Einführungen im Zeughauskino des Deutschen Historischen Museums in Berlin. Gemeinsam mit Frederik Lang kuratiert sie dort seit 2017 die Filmreihe Wiederentdeckt, die sich auf weniger bekannte Filmwerke fokussiert.

## Kuratorische und redaktionelle Tätigkeiten
Stefanie Mathilde Frank ist auch als Filmkuratorin tätig. Zu ihren kuratorischen Projekten zählen Filmreihen wie Filmkomödien im Nationalsozialismus (2018) und Mit stiller Beharrlichkeit: Die Filme Christian Rischerts (2019), beide im Zeughauskino des Deutschen Historischen Museums. Seit 2015 ist sie zudem Redakteurin des Filmblatts, der einzigen deutschsprachigen filmhistorischen Zeitschrift. Sie engagiert sich ehrenamtlich als Prüferin bei der Freiwilligen Selbstkontrolle der Filmwirtschaft (FSK) und der Freiwilligen Selbstkontrolle Fernsehen (FSF).

## Auszeichnungen und Mitgliedschaften
Stefanie Mathilde Frank wurde 2017 für ihre Promotionsarbeit mit dem Nachwuchsförderpreis der Fachgruppe Kommunikationsgeschichte der DGPuK ausgezeichnet und für den Willy-Haas-Preis nominiert. Sie ist Mitglied in der Gesellschaft für Medienwissenschaft sowie im Verein CineGraph Babelsberg e.V.

## Publikationen (Auswahl)
- Varianten verkehrter Welt. Geschlechterrollen und Musik in: Das Paradies der Junggesellen (1939) und seinem Remake Schlag auf Schlag (1959) – In: WerkstattGeschichte, 2015.
- Publikumspiraten. Das Genrekino der DEFA und seine Regisseure (1946–1990) (Mitherausgeberin, 2022).
- Screening Transformation Processes: Post-war Remakes of Nazi-era Films – In: European Film Remakes, 2021.
- Wiedersehen im Wirtschaftswunder. Remakes von Filmen aus der Zeit des Nationalsozialismus in der Bundesrepublik (1949–1963). Göttingen: Vandenhoeck & Ruprecht UniPress, 2017.
- Arthur Maria Rabenalts Filme 1934 bis 1945 – eine dramaturgische Analyse. Berlin: Avinus Verlag, 2010.